# Xhumo
Xhumo è un villaggio del Botswana situato nel distretto Centrale, sottodistretto di Boteti. Il villaggio, secondo il censimento del 2011, conta 1.684 abitanti.

## Località
Nel territorio del villaggio sono presenti le seguenti 40 località:
- Abatsapaa di 9 abitanti,
- Bekae di 7 abitanti,
- Bietsao,
- Chebongamalota di 18 abitanti,
- Daukudi di 7 abitanti,
- Gamoga di 2 abitanti,
- Gudiko di 14 abitanti,
- Jiboi di 24 abitanti,
- Kaatsamo,
- Kamotsidi,
- Kaokare,
- Kwajena di 26 abitanti,
- Kwanjerega,
- Kwanjerega,
- Lebunyane di 54 abitanti,
- Legothana,
- Makolwane/Xinxdoroga/Kwe di 131 abitanti,
- Matsogo di 1 abitante,
- Matsogo,
- Metsiadikukama di 5 abitanti,
- Mmoro,
- Mogotlho di 9 abitanti,
- Motase,
- Mowakhudi di 20 abitanti,
- Odimokau,
- Soisane,
- Tsibi di 4 abitanti,
- Txotxorigao di 18 abitanti,
- Xaagadumo di 79 abitanti,
- Xhaaetsa,
- Xhamoxhao di 83 abitanti,
- Xhana di 13 abitanti,
- Xhaoga di 35 abitanti,
- Xhexamxare di 4 abitanti,
- Xhiridom di 13 abitanti,
- Xhoago,
- Xhutsha,
- Xhuwa di 21 abitanti,
- Xudi di 9 abitanti,
- Zaiyo di 14 abitanti